# Mario Berriatúa
Mario Berriatúa   (Madrid, 30 de setembre de 1925 - Madrid, 16 de juliol de 1970) fou un actor espanyol. Va ser fill de Pilar Sánchez Aramburu (destacada pelotari) i Mario Berriatúa de la Cruz (llicenciat en Filosofia i Lletres).
Va començar la seva carrera com a actor a principis de la dècada de 1940, la qual cosa es va perllongar fins a 1960. En aquest període va participar com a actor en un total de 55 pel·lícules, amb especial presència a la filmografia de José Luis Sáenz de Heredia, Lluís Marquina, Eusebio Fernández Ardavín i Pedro Lazaga.
Durat la dècada de 1960 es va retirar de la interpretació, dedicant-se a tasques de producció, ajudant de direcció i guionista.
El 1963 es va casar amb Hilda Rodríguez de Miguel, una jove actriu que donava els seus primers passos al cinema espanyol. Del matrimoni van néixer els seus dos únics fills Jaime i Patricia, el 1965 i 1967 respectivament.

## Filmografia completa
- Primer amor (1941), de Claudio de la Torre.
- Raza (1941), de José Luis Sáenz de Heredia.
- ¿Por qué vivir tristes? (1942), de Eduardo G. Maroto.
- Schottis (1943), de Eduardo G. Maroto.
- Retorno (1944), de Salvio Valenti.
- Espronceda (1945), de Fernando Alonso Casares.
- El doncel de la reina (1946), d'Eusebio Fernández Ardavín.
- Mariona Rebull (1947), de José Luis Sáenz de Heredia.
- El huesped de las tinieblas (1948), d'Antonio del Amo.
- Aventuras del capitán Guido (1948), de Jacinto Godoy.
- La mies es mucha (1948), de José Luis Sáenz de Heredia.
- Dos mujeres en la niebla (1948), de Domingo Viladomat.
- Las aguas bajan negras (1948), de José Luis Sáenz de Heredia.
- Neutralidad (1949), d'Eusebio Fernández Ardavín.
- La revoltosa (1950), de José Díaz Morales.
- Cuentos de la Alhambra (1950), de Florián Rey.
- Hombre acosado (1950), de Pedro Lazaga.
- Crimen en el entreacto (1950), de Cayetano Luca de Tena.
- Don Juan (1950), de José Luis Sáenz de Heredia.
- Maria Antonia la Caramba (1951), d'Arturo Ruiz Castillo.
- Balarrasa (1951), de José Antonio Nieves Conde.
- Noche de tormenta (1951), de Jaime de Mayora.
- Día tras día (1951), d'Antonio del Amo.
- La señora de Fátima (1951), de Rafael Gil.
- Quema el suelo (1952), de Lluís Marquina.
- La llamada de África (1952), de César Fernández Ardavín.
- El alcalde de Zalamea (1953), de José Gutiérrez Maesso.
- Ha desaparecido un pasajero (1953), d'Alejandro Perla.
- Alta costura (1954), de Luis Marquina.
- Viento del Norte (1954), d'Antoni Momplet.
- Las últimas banderas (1954), de Lluís Marquina.
- Aquí hay petróleo (1956), de Rafael Julià Salvia.
- Embajadores en el infierno (1956), de José María Forqué.
- Calabuch (1956), de Luis García Berlanga.
- La hija de Juan Simón (1957), de Gonzalo Delgrás.
- El pequeño ruiseñor (1957), d'Antonio del Amo.
- Mensajeros de paz (1957), de José María Elorrieta.
- Historias de Madrid (1958), de Ramón Comas.
- Héroes del aire (1958), de Ramón Torrado.
- Las muchachas de azul (1957), de Pedro Lazaga.
- La estrella de África (1957), d'Alfred Weidenmann.
- Aquellos tiempos del cuplé (1958), de José Luis Merino.
- Muchachas en vacaciones (1958), de José María Elorrieta.
- La muchacha de la plaza de San Pedro (1958), de Piero Costa.
- El hincha (1958), de José Maria Elorrieta.
- Luna de verano (1959), de Pedro Lazaga.
- Llegaron dos hombres (1959), d'Arne Mattson i Eusebio Fernández Ardavín.
- Canto para ti (1959), de Sebastián Almeida.
- Sonatas (1959), de Juan Antonio Bardem.
- Escucha mi canción (1959), d'Antonio del Amo.
- El hombre de la isla (1960), de Vicente Escrivá.
- El hombre que perdió el tren (1960), de León Klimowsky.
- La paz empieza nunca (1960), de León Klimowsky.
- El mejor del mundo (1970), de Juli Coll.